# Chieri

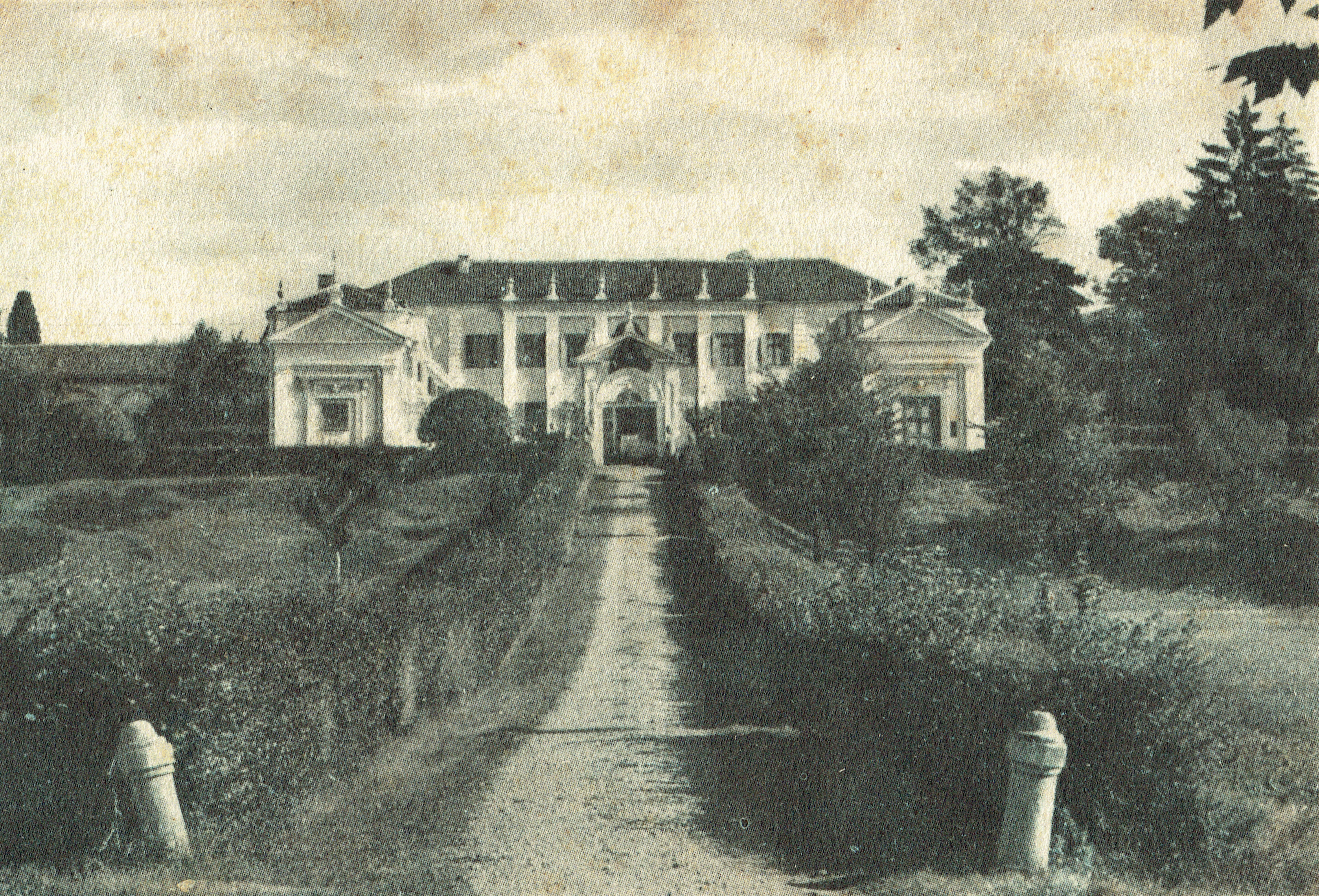
Cartolina di villa Moglia (anni '50) nel periodo della conduzione salesiana della struttura, allora sede del Noviziato della congregazione

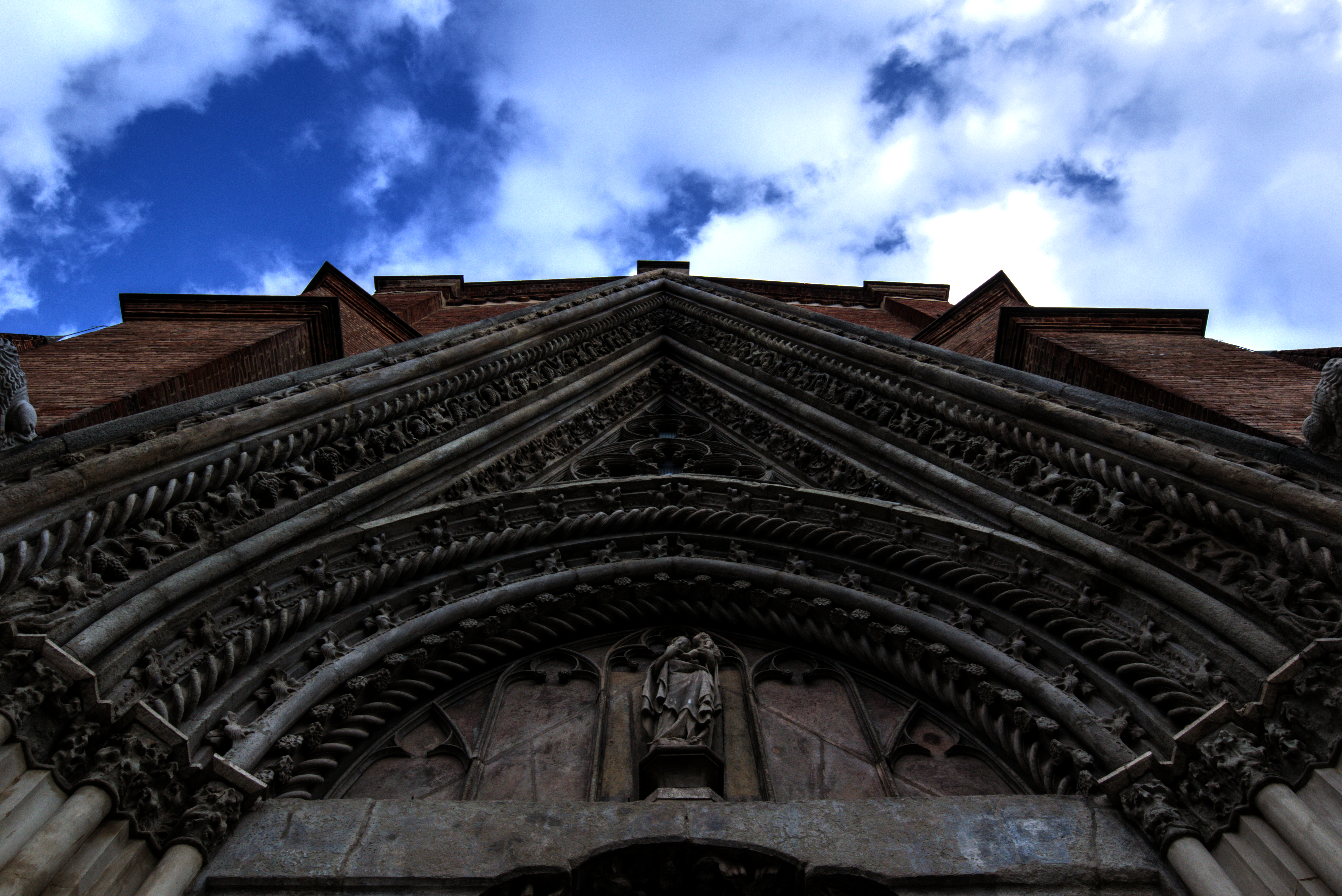
Ghimberga del Duomo

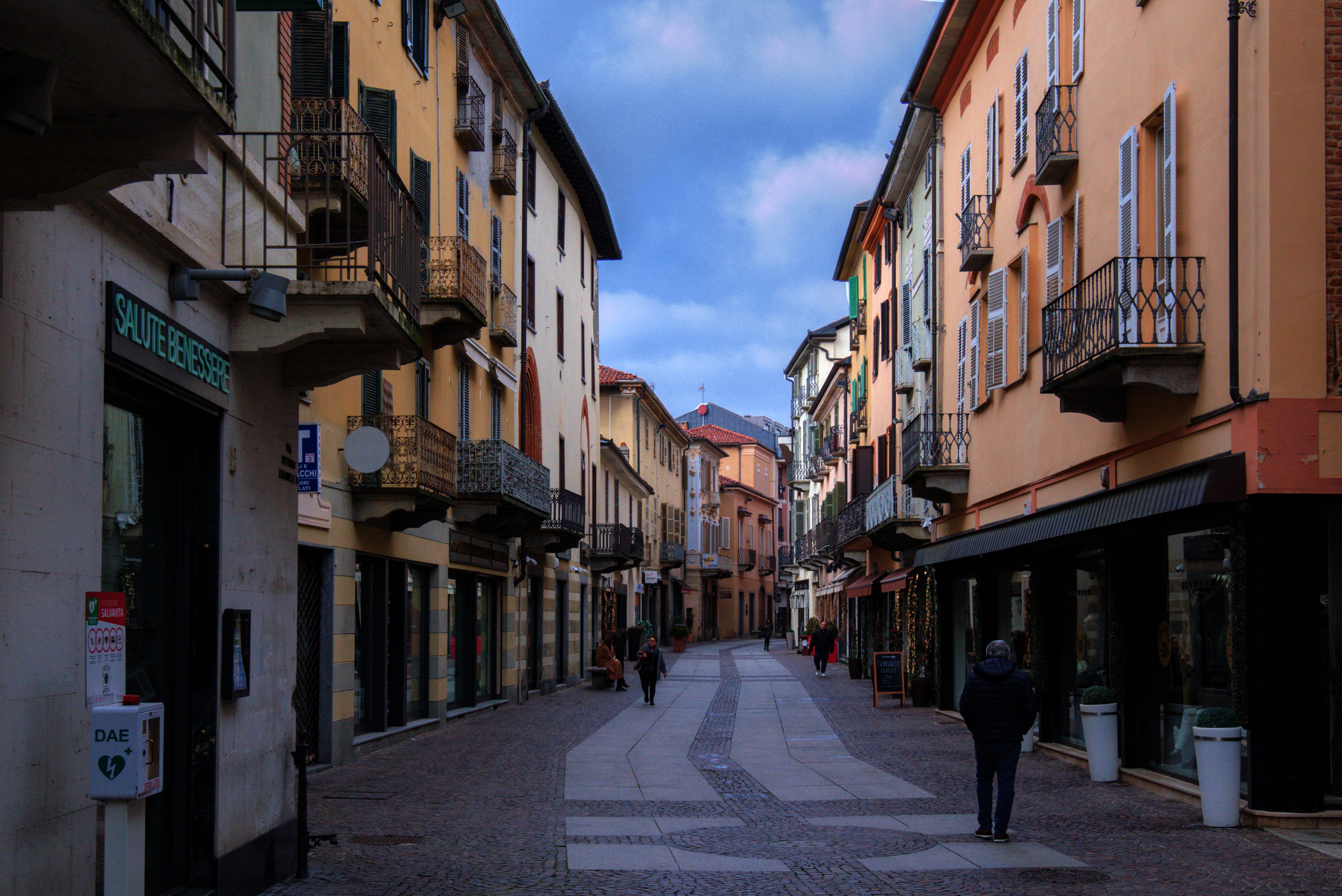
Via Vittorio Emanuele II

Chieri (Cher in piemontese) è un comune italiano di 35 861 abitanti della città metropolitana di Torino in Piemonte, situata sulle propaggini sudorientali delle colline torinesi. Il nucleo urbano più antico presenta una tipica impronta medievale sia nella planimetria circolare con strade a raggiera convergenti sulla cattedrale, sia nell'aspetto architettonico e urbanistico di numerosi edifici.

## Geografia fisica

### Territorio
La cittadina è situata ai piedi della collina torinese, a sud-est del capoluogo, sul margine meridionale delle colline del Po.
Idrograficamente il territorio comunale ricade nei due bacini contigui del Banna e del Tepice. Quest'ultimo corso d'acqua attraversa la città, in parte ad alveo coperto.

## Storia

### Simboli

Gonfalone comunale

Lo stemma è stato riconosciuto con DCG del 4 febbraio 1935.
A Chieri, già a partire dal 1228 erano presenti due distinte fazioni in lotta: i Militi, di cui facevano parte le famiglie nobili il cui patrono era san Guglielmo di Aquitania e che adottarono il simbolo di quella regione ovvero un leopardo d'oro in campo rosso; e la società di San Giorgio, protettrice degli interessi popolari, del commercio e dell'artigianato, che innalzava l'emblema della Croce di San Giorgio. I conflitti cessarono nel 1347, con l'Atto di dedizione di Chieri ad Amedeo VI di Savoia, e in epoca successiva i simboli si fusero per creare l'attuale stemma di Chieri.
Il gonfalone è un drappo di bianco con la bordatura di rosso.

## Monumenti e luoghi d'interesse

### Architetture religiose

#### Medioevo

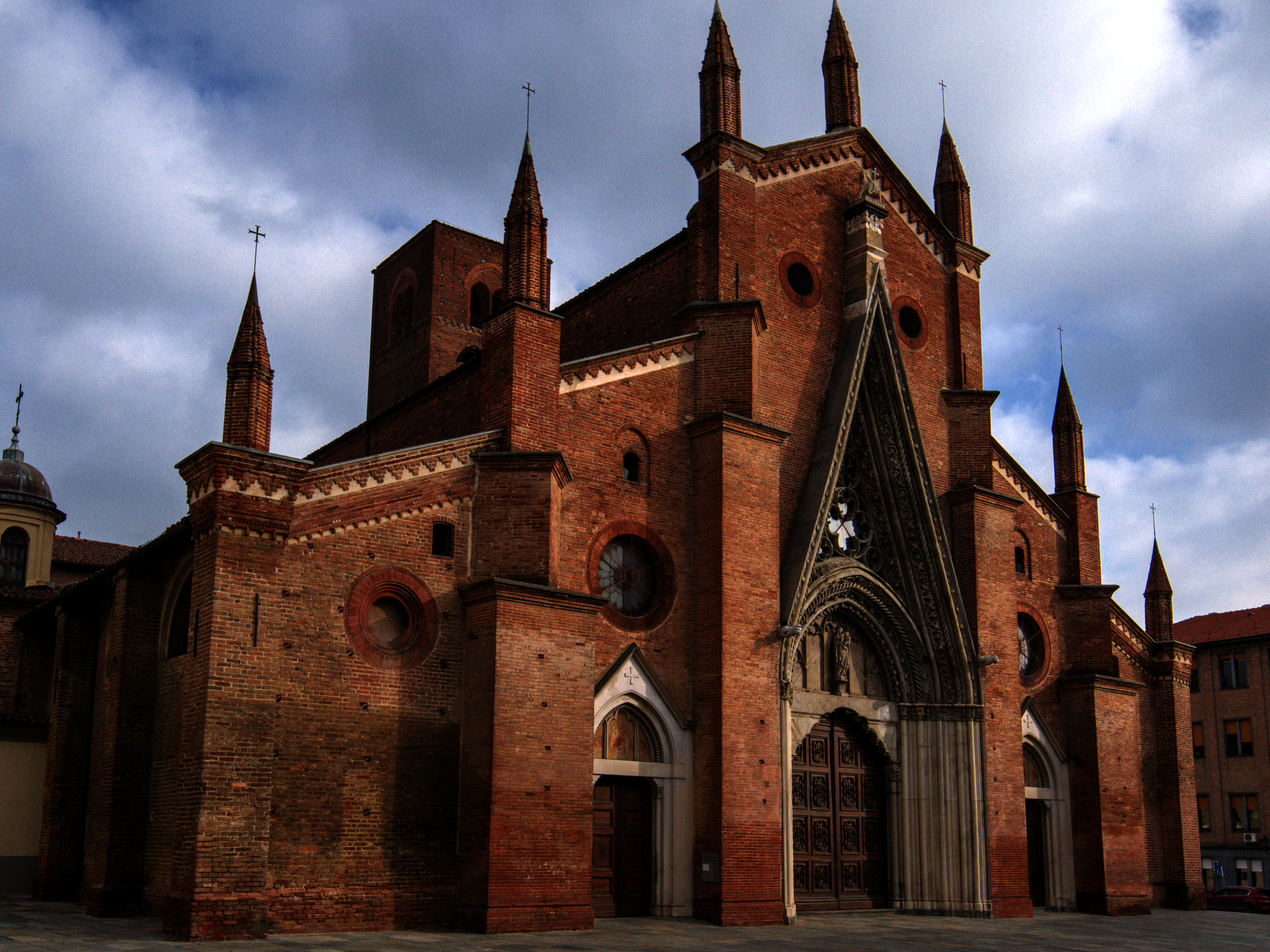
La facciata del duomo di Chieri

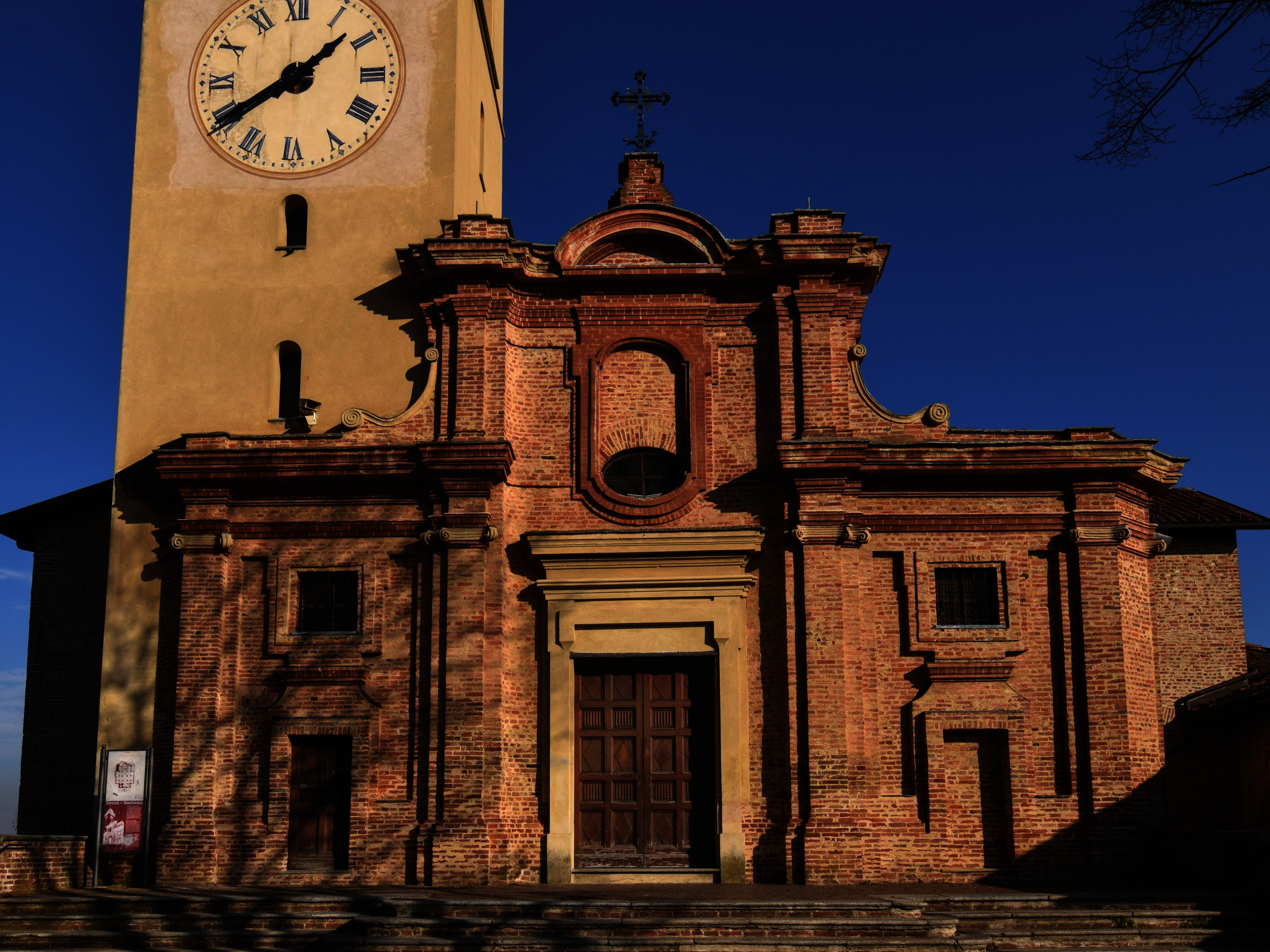
La chiesa di San Giorgio sorge sulla rocca dove nel 1037 ebbe vita il primo nucleo medievale di Chieri. Fu ristrutturata in epoca barocca da Bernardo Vittone

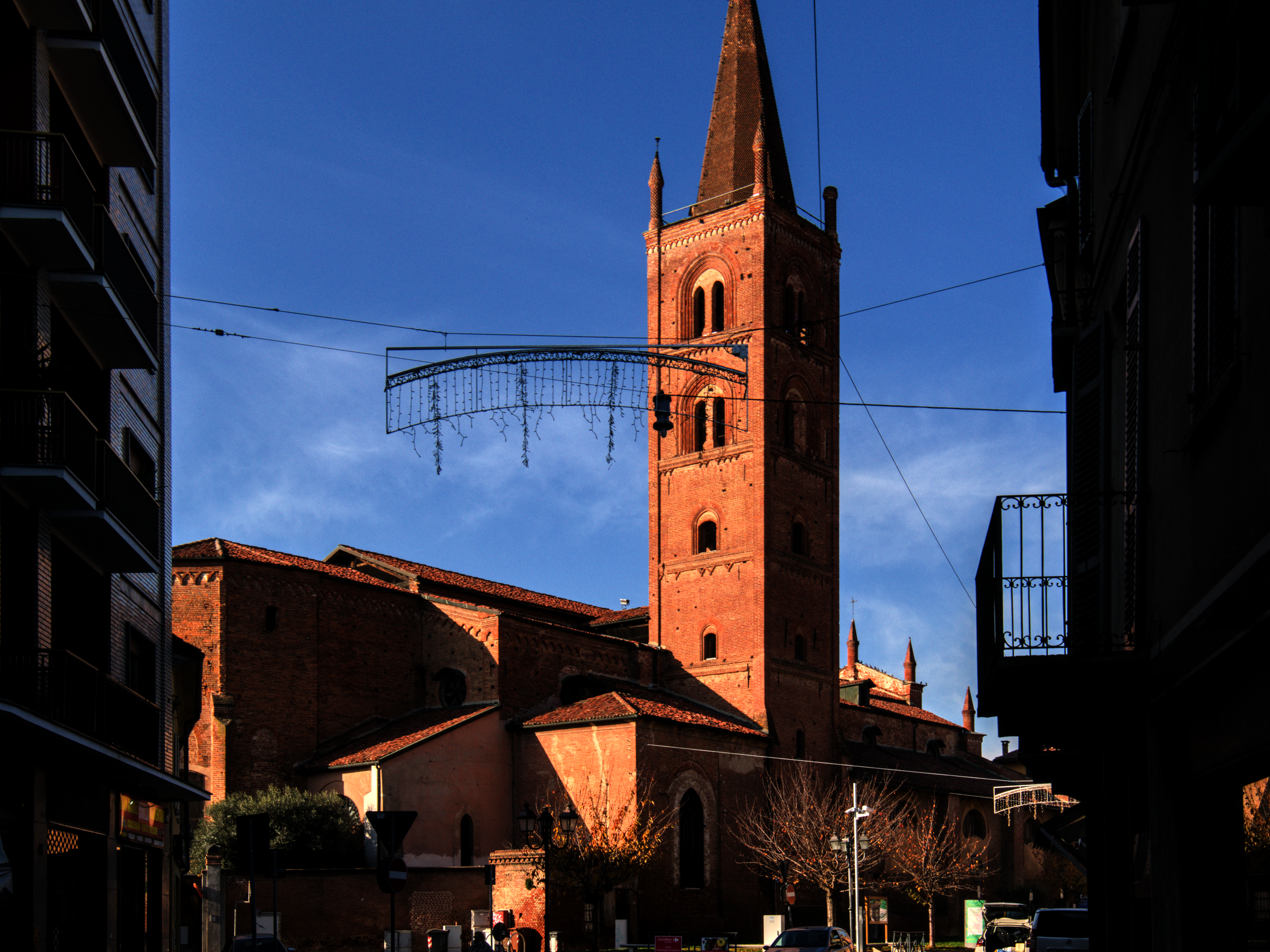
Esterno della chiesa di San Domenico

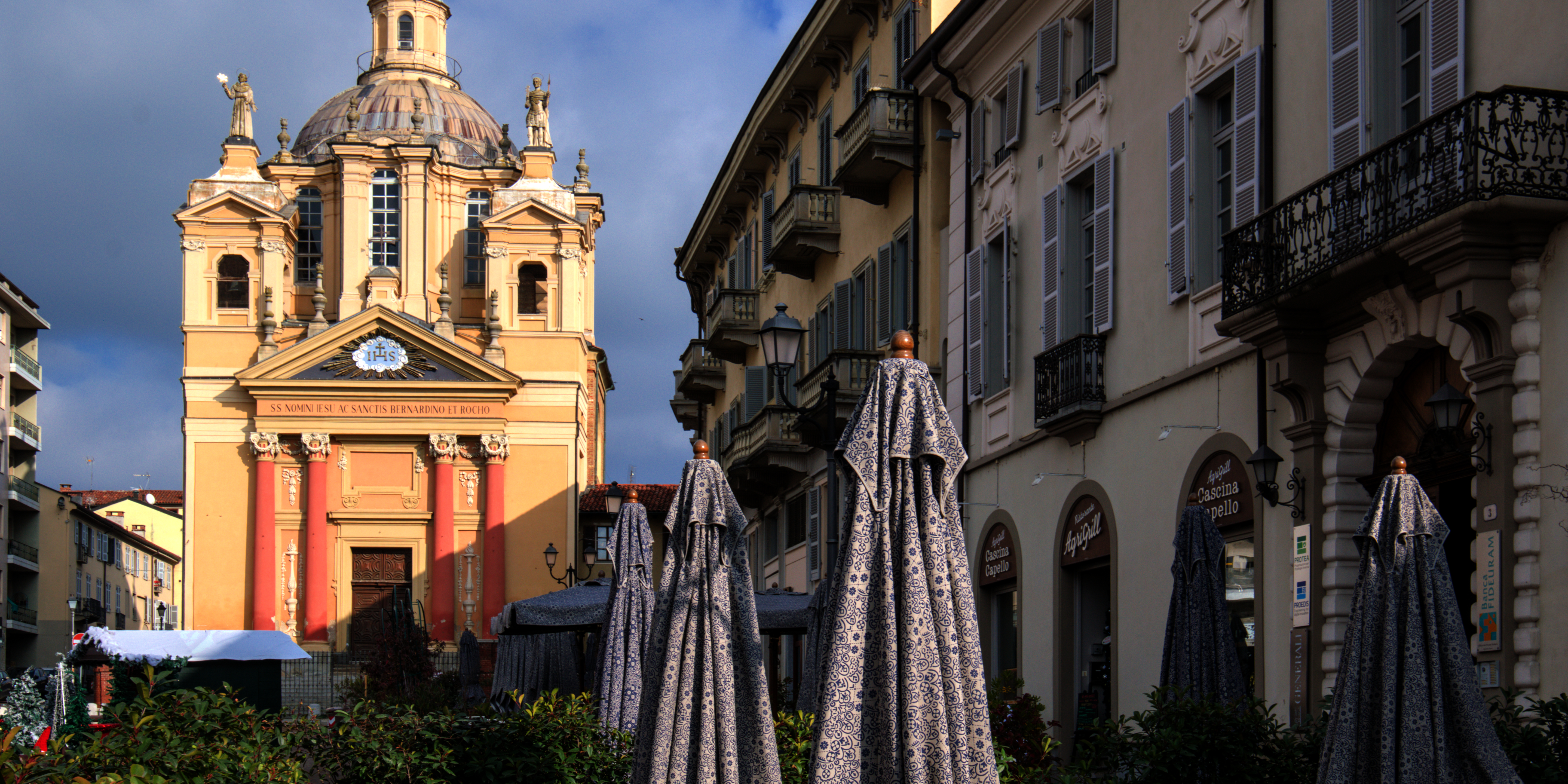
La barocca chiesa dei Santi Bernardino e Rocco sovrasta la centrale piazza Cavour

- Il duomo è l'edificio religioso più antico ed importante della città, risalente al V secolo.
- La chiesa di San Giorgio, situata in una posizione dominante in cima all'omonimo colle,[7] sorge sulle rovine di un antico castello del X secolo.[8] All'inizio del XII fu eretta una chiesa in stile gotico, poi distrutta da un incendio nel 1412. La nuova chiesa venne ricostruita rivolta verso la città ed è affiancata da un campanile a pagoda. L'attuale facciata risale al 1752 ed è opera di Bernardo Antonio Vittone.

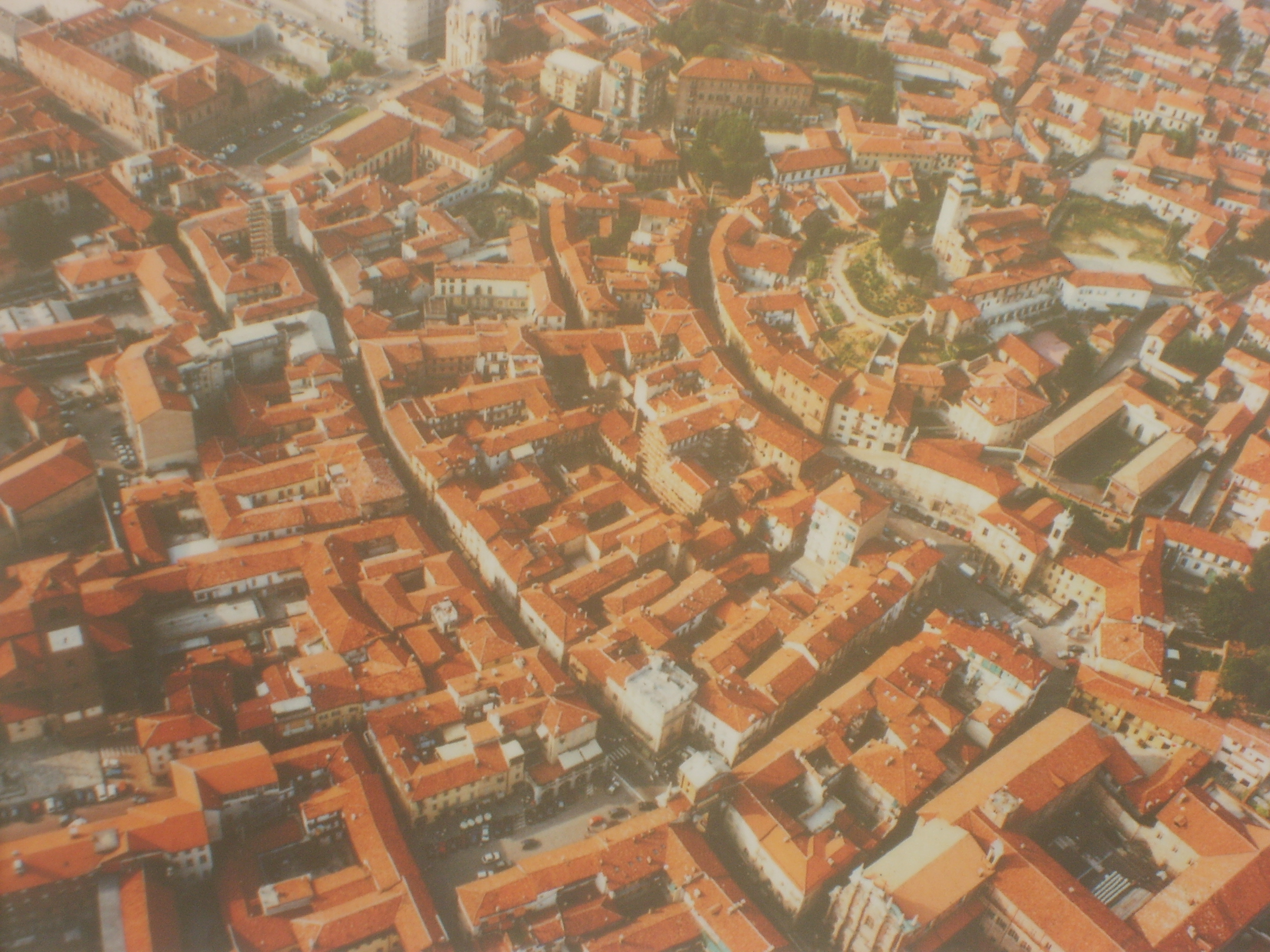
Ripresa dall'alto della "chiocciola" di San Giorgio (in alto a destra il colle San Giorgio con l'omonima chiesa). Dalla rocca di San Giorgio si dipartono a cerchi concentrici le contrade corrispondenti agli ampliamenti successivi delle cinte murarie

##### Chiesa di San Domenico
La chiesa di San Domenico, risalente al XIV secolo e unita al vicino Convento. Inizialmente era una chiesa ad architettura gotica a tre navate, ma nel corso del XIV secolo vennero costruite ai suoi fianchi numerose cappelle patrizie, se si osserva la facciata si può notare come non è lineare e piatta ma segue l'andamento delle antiche mura di protezione della città. La chiesa conserva diversi antichi tesori, tra cui pregiate opere del Moncalvo, la Resurrezione di Lazzaro e della Moltiplicazione dei pani, al quale fu affidata nel 1614 la decorazione del coro. Vi sono inoltre presenti opere dello Spanzotti.
 Di pregevole interesse è la Madonna del latte affrescata sulla prima colonna di sinistra, rappresenta l'allattamento del Bambino da parte della Madonna.

##### Chiesa di San Guglielmo
La chiesa di San Guglielmo risale al XIII secolo, in cui nel 1328 si riunì il Consiglio di Credenza, l'organo più importante della Repubblica Chierese.

##### Chiesa di San Leonardo
La chiesa di San Leonardo, costruita nel Quattrocento, a tre navate con volta retta da colonne piriformi. Venduta durante l'occupazione francese, nell'Ottocento venne trasformata in officina, cappella inizialmente eretta dall'ordine dei cavalieri Templari come centro di assistenza ai pellegrini, successivamente dopo il 1313 (con la disfatta dell'ordine Templare) la cappella venne utilizzata dai cavalieri di Gerusalemme nati ai tempi della terza crociata con il compito di difendere i pellegrini nella città santa. In seguito a recenti restauri è possibile osservare, all'interno della cappella, la rappresentazione della passione di Cristo dipinta lungo le volte da autore ignoto.

#### Periodo barocco
- Il santuario dell'Annunziata risale al secondo Seicento. Sorge sul luogo occupato in precedenza da una cappella quattrocentesca, costruita attorno ad un affresco raffigurante l'Annunciazione alla quale si attribuirono virtù miracolose, quando nel 1651 un giovane sordomuto riacquistò la parola dopo aver pregato di fronte ad esso. Grazie a questo episodio si decise la costruzione del moderno santuario, tra il 1651 ed il 1655 su progetto di Andrea Costaguta, architetto di Madama Reale Maria Cristina.

##### Chiesa di San Filippo
- La chiesa di San Filippo risale anch'essa all'epoca barocca; costruita tra il 1664 ed il 1673] su disegni dell'architetto Antonio Bettini, mentre la facciata è risalente al secolo XVIII. La chiesa è ad una sola navata con quattro cappelle laterali; la decorazione a stucco è di Pietro Somazzi[11]. Nella prima si trova una tela di Claudio Beaumont, raffigurante San Francesco di Sales che prega la Vergine.

##### Chiesa dei Santi Bernardino e Rocco
- La chiesa dei Santi Bernardino e Rocco realizzata tra il 1675 e 1683 ed ampliata nel 1694 su progetto di Bernardino Quadri, il quale morì prima di completare i lavori. Vennero ripresi solo nel 1740 quando Bernardo Antonio Vittone eresse la cupola, terminando i lavori nel 1792 con la facciata del Quarini. Nella chiesa sono conservate diverse opere del Moncalvo tra cui una Incoronazione della Madonna, nella quale il pittore ha raffigurato sullo sfondo Chieri, così come appariva alla fine del Cinquecento.

Fra le altre chiese realizzate nel periodo barocco troviamo la chiesa di Santa Margherita, terminata nel 1671 su progetto di Francesco Lanfranchi, e la chiesa di Santa Maria della Pace terminata attorno al 1660.

#### XVIII secolo
La chiesa di Sant'Antonio Abate, venne edificata sul sito di una precedente chiesa gotica. Il progetto venne affidato prima al Juvarra, ma a causa delle scarse risorse economiche venne rimandato al 1767 e commissionata all'architetto Giuseppe Giacinto Bays, al quale si pose la condizione di rispettare il progetto juvarriano. La chiesa è a navata unica con cappelle laterali, la volta ornata con stucchi e centro dipinta con la Gloria di sant'Antonio, opera del pittore Vittorio Blanseri, un allievo del Beaumont.

##### Chiesa di Sant'Andrea
La chiesa di Sant'Andrea, era considerata dallo stesso Filippo Juvarra uno dei suoi capolavori. Venne costruita tra il 1728 ed il 1733 accanto all'omonimo convento. Durante l'occupazione francese venne adibita a cotonificio. Fu distrutta nel 1811 per evitare che fosse nuovamente adibita al culto.

### Architetture militari
- Castello di Castelguelfo a Pessione.

### Palazzi
Tra i più importanti palazzi, archi, ville d'epoca possiamo annoverare:
- Palazzo Levi
- Palazzo Mercadillo, costruito nel Quattrocento, poi palazzo comunale, infine asilo Sant'Anna
- Palazzo Opesso, trasformato in carcere nel 1750 e rimasto tale fino al 1960
- Palazzo Valfre
- Palazzo Biglione
- Palazzo Costa
- Palazzo Buschetti, detto il medioevale costruito nel XV secolo e restaurato nel Seicento
- Palazzo Visca, d'epoca rinascimentale
- Palazzo Broglia, tanto sontuoso da ospitare nel 1310 l'imperatore Enrico VII di Lussemburgo. L'edificio non esiste più.
- Palazzo Tana, di aspetto tardo gotico, ma ampiamente rimaneggiato nel XVI secolo
- Palazzo Robbio, costruito nel 1615
- Palazzo Benso
- Palazzo Pamparato, di cui è notevole il bel portale scolpito
- Torre di casa Ferrero, sita nei pressi dell'incrocio tra la centralissima via Vittorio Emanuele e piazza Cavour, è l'unica torre delle "centotorri" integralmente sopravvissuta sino ai giorni nostri
- Ospedale Maggiore di Santa Maria della Scala
- Museo di antichità aperto nel 1961 nel Municipio, l'antico convento di San Francesco
- Villa Luigina
- Villa Passatempo.
- La Moglia, edificio settecentesco, la sua costruzione fu voluta, sul sito di un'antica e rustica filanda, a metà del XVIII secolo dalla famiglia signorile dei Turinetti. Dai Turinetti la villa passò ai marchesi Federici che nel 1925 la cedettero, terreni adiacenti compresi, ai Salesiani che la destinarono a noviziato. Nel 1970 passò all'istituto agrario "Bonafous" e ancora nel 1987 alla Città di Torino. Oggi si presenta in stato di forte degrado dopo anni di furti e numerosi atti vandalici che ne hanno rovinato gli arredi e gli affreschi.
- Il Cipresso, villa collinare rimaneggiata da Bernardo Vittone nel Settecento

### L'arco di piazza Umberto I

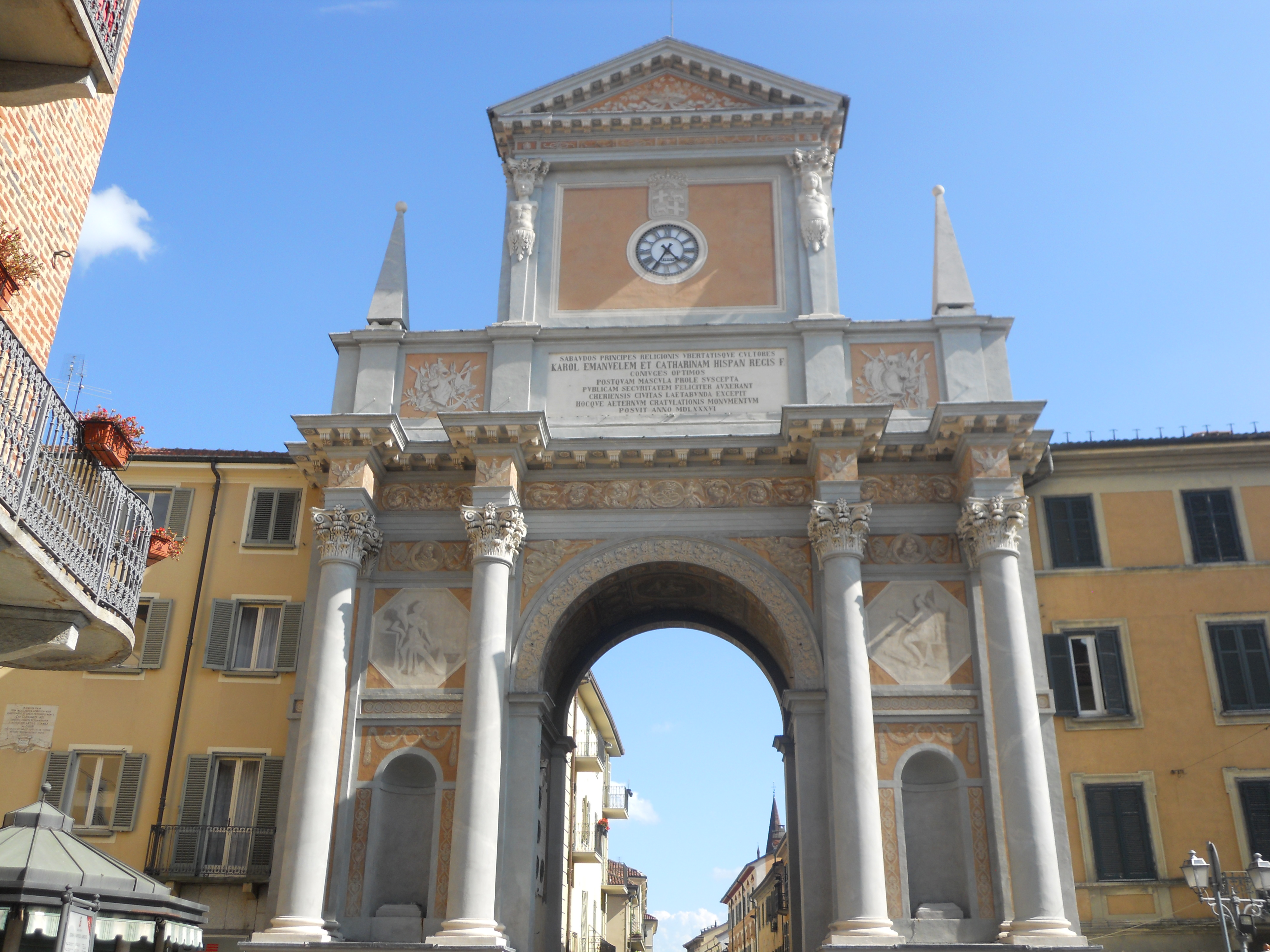
Veduta dell'arco di Piazza Umberto I

È una delle più note e tipiche costruzioni della città, conoscendo nei secoli diverse modificazioni. Eretto nel 1580, in onore di Emanuele Filiberto, il quale morì quando ancora l'arco non era terminato. Nel 1586, per la nascita di Filippo Emanuele, primogenito di Carlo Emanuele I, l'arco subì i primi restauri. Nel 1761 un nuovo crollo rese necessario un consistente rifacimento affidato al Vittone. Nel 1837, venne sottoposto ad un nuovo restauro e nel 1876 vi venne posto un orologio.

Gli ultimi importanti restauri sono stati effettuati negli anni 2001-2002

### La comunità ebraica di Chieri
Chieri fu sede, tra il XV e il XX secolo, di una delle più fiorenti comunità ebraiche del Piemonte. A testimonianza della presenza ebraica a Chieri rimangono, oltre all'edificio del ghetto, tre cimiteri (in vicolo Santo Stefano il più antico, poi quello di via Nostra Signora della Scala, che affacciava sulla strada statale n. 10 e quello contemporaneo nel Cimitero generale) e alcuni "passaggi segreti" che arrivano in vari punti della città. Nel 1802 venne eletto il primo sindaco membro della comunità ebraica della storia di Chieri, David Levi.

## Società

### Evoluzione demografica
Abitanti censiti

A partire dagli anni '70, la città ha avuto un decollo demografico che continua anche ai giorni nostri, nonostante la tendenza generale del territorio sia inversa, grazie al fatto di essere ormai un avamposto residenziale di Torino.

### Etnie e minoranze straniere
Al 31 dicembre 2022 gli stranieri residenti erano 3 447, pari al 9,68% della popolazione.

## Cultura

### Musei

#### Il museo enologico
A Chieri, nella frazione Pessione, ha sede il Museo "Martini" di storia dell'Enologia, creato da Lando Rossi di Montelera, proprietario della Martini & Rossi, noto stabilimento famoso nel mondo per la produzione di vermut. Diviso in 16 sale i reperti sono organizzati in modo da permettere al visitatore di prendere visione delle forme e dei modi assunti dalla cultura del vino nelle diverse civiltà succedutesi dall'antichità ad oggi, per un arco di tempo di venticinque secoli.

### Istruzione

#### Scuole
In città sono presenti tre scuole superiori:
- Il Liceo "Augusto Monti", con indirizzi classico, scientifico, linguistico e scienze umane.
- L'istituto tecnico/professionale "Bernardo Vittone"
- Il Liceo Paritario "Blaise Pascal".

### Biblioteche
La città è sede della biblioteca civica "Nicolò e Paola Francone". Il primo fondo viene creato nel settembre 1888 per conto del locale mutuo soccorso "Società di Previdenza e Istruzione", e gestito dall'universitario cattolicamente formato Nicolò Francone: rimarrà nella sua posizione anche dopo che il fondo verrà acquisito dal comune e la biblioteca diventerà civica, coadiuvato dalla figlia Paola sino alla morte del padre nel 1963. La nuova sede è situata nell'ex-cotonificio Tabasso la cui restaurazione è stata affidata all'arch. Gianfranco Franchini, di Genova: l'ha rinnovata seguendo criteri di funzionalità e coniugando la Biblioteca con uno stile "anni cinquanta" tipico del luogo. La nuova sede è stata inaugurata il 18 ottobre 2004, ed è stata in seguito intitolata alle sue figure portanti.
La biblioteca possiede il fondo Francone, una raccolta di cinquantine e molti libri del Seicento e Settecento a tema umanistico, una sezione di storia locale con oltre 8.000 titoli, di cui la maggior parte digitalizzati, e organizza diverse attività culturali.

### Archivio
L'archivio di Chieri conserva documenti comunali prodotti a partire dal 1194, nonché d'altro genere quali disegni architettonici di Bernardo Antonio Vittone e Mario Ludovico Quarini. Dal 2016 è nella stessa sede della biblioteca comunale, attiguamente alla sua sezione di storia locale.

### Media
La città e il suo circondario dispongono di un settimanale, il Corriere di Chieri e dintorni, fondato nel 1945 che alterna notizie di cronaca e di cultura locali.

### Specialità gastronomiche

#### Focaccia di Chieri
La cittadina annovera fra le sue specialità la focaccia dolce, un alimento di origine casalinga che viene consumata a fine pasto. Per prepararla è necessario usare un impasto a base di acqua, farina, latte, uova, burro, zucchero e lievito di birra che viene messo a caramellare in forno. Oggi viene messa in commercio solo la versione tradizionale dal peso di mezzo chilo.

#### Galucio 'd Cher
Merendina artigianale in voga nelle panetterie chieresi a cavallo tra gli anni '50 e '70 del Novecento, per poi sparire negli anni '80, è stata recuperata negli anni 20 del XXI secolo.

## Economia

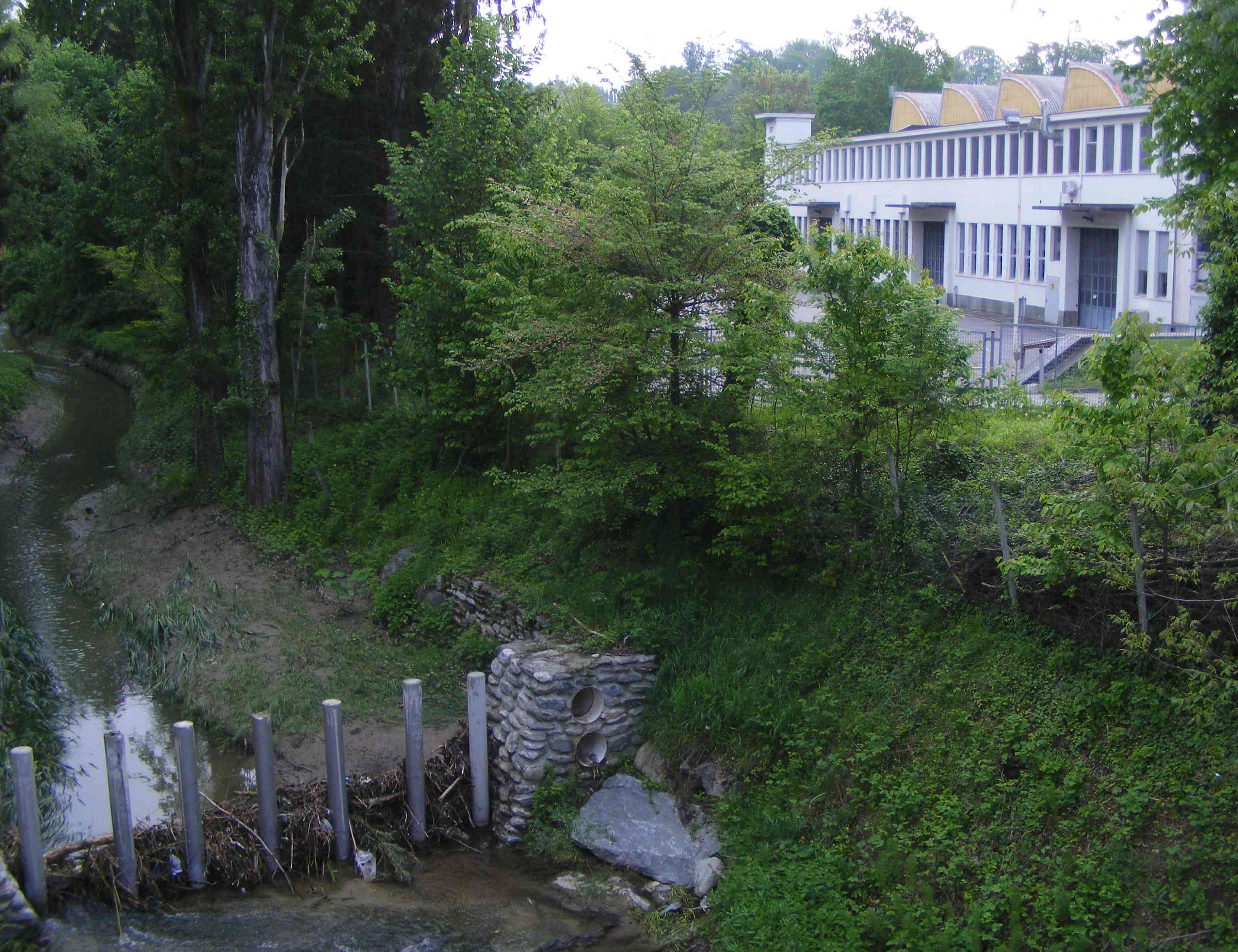
Uno stabilimento industriale in riva al Tepice

Secondo il Censimento Istat del 2001, nel comune di Chieri sono presenti: 804 attività industriali con 4 231 addetti pari al 37,71 % del totale della forza lavoro, 1 424 attività di servizio pari al 37,07% e 166 attività amministrative con 2 830 addetti pari al 25,22%. Complessivamente sono occupati 11 220 persone, pari al 34,14% del numero totale degli abitanti.
A Chieri, nel XV secolo, in città si produceva un tipo di fustagno di colore blu che veniva esportato attraverso il porto di Genova, dove questo tipo di tela era usata per confezionare i sacchi per le vele delle navi e per coprire le merci nel porto; il nome inglese Blue Jeans, deriverebbe, secondo alcuni, dal termine blue de Genes, ovvero "blu di Genova", città nella quale sarebbe avvenuta la trasformazione da tela a indumento.

## Infrastrutture e trasporti
- Autobus: la città è servita da autobus GTT Linea 30 con un collegamento diretto col capoluogo piemontese, linea 1 e linea 2 che servono il territorio urbano più diverse autolinee extraurbane che servono i comuni limitrofi
- Aereo: gli aeroporti più vicini sono quelli di Torino-Caselle (a 32 km) e Cuneo-Levaldigi (a 72 km).
- Autostrade: collegata tramite le uscite di Santena e Villanova d'Asti alla A21 e alla tangenziale sud di Torino
- Strade: la città è attraversata dalla Strada statale 10 Padana Inferiore, tra Torino e Asti
- Ferrovie: il comune dispone di due stazioni: una in Chieri (zona Campo Archero), che la collega con Trofarello; l'altra nella frazione di Pessione, che fa parte della ferrovia Torino-Genova.

## Amministrazione
| Periodo | Periodo   | Primo cittadino      | Partito | Carica  | Note                |
| ------- | --------- | -------------------- | --- | ------- | ------------------- |
| 1860    | 1864      | Luigi Burzio         | | Sindaco |                     |
| 1864    | 1866      | Giuseppe Stella      | | Sindaco |                     |
| 1866    | 1869      | Marco Gonella        | | Sindaco |                     |
| 1869    | 1875      | Lorenzo Radino       | | Sindaco |                     |
| 1875    | 1879      | Luigi Collo          | | Sindaco |                     |
| 1879    | 1889      | Giacinto Demaria     | | Sindaco |                     |
| 1889    | 1891      | Carlo Gilardi        | | Sindaco |                     |
| 1892    | 1895      | Cesare Rossi         | | Sindaco |                     |
| 1895    | 1901      | Lorenzo Radino       | | Sindaco |                     |
| 1901    | 1902      | Cesare Rossi         | | Sindaco |                     |
| 1902    | 1913      | Francesco Fasano     | | Sindaco |                     |
| 1914    | 1919      | Agostino Bottero     | | Sindaco |                     |
| 1945    | 1946      | Angelo Menzio        | Partito Socialista Italiano                                                                                                   | Sindaco | Nominato dal C.L.N. |
| 1946    | 1951      | Giuseppe Franco      | Democrazia Cristiana | Sindaco |                     |
| 1951    | 1956      | Secondo Caselle      | Democrazia Cristiana | Sindaco |                     |
| 1956    | 1960      | Battista Bruno       | Democrazia Cristiana | Sindaco |                     |
| 1960    | 1965      | Giuseppe Manolino    | Democrazia Cristiana | Sindaco |                     |
| 1965    | 1969      | Secondo Caselle      | Democrazia Cristiana | Sindaco | 2° periodo          |
| 1969    | 1980      | Egidio Olia          | Democrazia Cristiana | Sindaco |                     |
| 1980    | 1981      | Giuseppe Berruto     | Democrazia Cristiana | Sindaco |                     |
| 1981    | 1983      | Giulio Rocco         | Partito Liberale Italiano | Sindaco |                     |
| 1983    | 1984      | Germano Patrito      | Partito Socialista Italiano                                                                                                   | Sindaco |                     |
| 1985    | 1995      | Giuseppe Berruto     | Democrazia Cristiana | Sindaco | 2° periodo          |
| 1995    | 1999      | Aldo Vergnano        | L'Ulivo | Sindaco |                     |
| 1999    | 2004      | Agostino Gay         | L'Ulivo | Sindaco |                     |
| 2004    | 2009      | Agostino Gay         | centro-sinistra | Sindaco |                     |
| 2009    | 2014      | Francesco Lancione   | PdL, Lega Nord, Lista X Chieri, UDC                                                                                           | Sindaco |                     |
| 2014    | 2019      | Claudio Martano      | Centrosinistra (PD, Chieri per Chieri, Chieri c'è)                                                                            | Sindaco |                     |
| 2019    | 2024      | Alessandro Sicchiero | Partito Democratico, Sicchiero per Chieri Sì, Chieri Ecosolidale                                                              | sindaco |                     |
| 2024    | in carica | Alessandro Sicchiero | Partito Democratico, Sicchiero per Chieri Sì, Chieri Ecosolidale, Alleanza Verdi Sinistra, +Europa Chieri, Movimento 5 Stelle | sindaco |                     |

### Gemellaggi
- Épinal, dal 2000, per affinità territoriali e culturali[22]
- Nanoro, dal 2001, nasce come strumento di cooperazione ed educazione interculturale[22]
- Tolve, dal 2006, per istituzionalizzare un legame nato già negli anni '70[22]
- Adria, dal 2010, per consolidare il rapporto nato negli anni '50 tra chieresi e adriesi, giunti a Chieri a seguito dell'alluvione del Polesine[22]
- 🇷🇴 Fălticeni, dall'11 giugno 2023 In occasione del festival “Giorni della cultura”, una delegazione, guidata dal sindaco Alessandro Sicchiero e dalla consigliera comunale Daniela Sabena, è stata accolta dal sindaco e dall’amministrazione comunale di Falticeni per la firma di un patto di gemellaggio con la città, che si trova in una zona della Romania da dove sono originari molti chieresi.[23]

## Sport

### Pallavolo
Dopo l'esperienza del Chieri Volley chiusasi nel 2013, oggi una nuova società di pallavolo femminile, il Chieri '76 Volleyball, milita nella serie A1 del campionato professionistico nazionale.

### Calcio
La principale squadra di calcio è l'Associazione Sportiva Dilettantistica Chieri Calcio 1955 che, dopo la fusione con l'Unione Sportiva Dilettantistica Rivarolese 1919, dal 2009 milita in Serie D.
Ci sono anche il San Giacomo, la Leo Chieri e il Duomo Chieri, che hanno un bel settore giovanile 

### Pallacanestro
La principale società di pallacanestro del territorio è il BEA Chieri, fondato nel 2012, e che in pochi anni ha portato Chieri dal campionato di Promozione a quello di C Gold, dove BEA milita dalla stagione 2021-22 dopo aver vinto il torneo di C Silver della stagione precedente. Nella prima annata nel massimo campionato regionale, gli arancio-neri hanno subito raggiunto i play-off promozione con in palio il salto in Serie B.
Anche a livello giovanile il movimento è in crescita, con BEA che riesce regolarmente a iscrivere più squadre a tutte le categorie giovanili e a partecipare ai campionati giovanili di Eccellenza, massimo livello nazionale.

### Rugby
Dal 1995 è presente a Chieri l'Associazione Sportiva Dilettantesca Chieri Rugby, che promuove i valori di questo sport su tutto il territorio chierese.

### Scacchi
Il club locale di scacchi, l'Arcotorre, ha vinto nel 2019 il girone B1 del Campionato Italiano a Squadre ottenendo la promozione alla divisione nazionale serie A2 per l'edizione che verrà disputata nel 2020 (rinviata al 2021).

## Curiosità

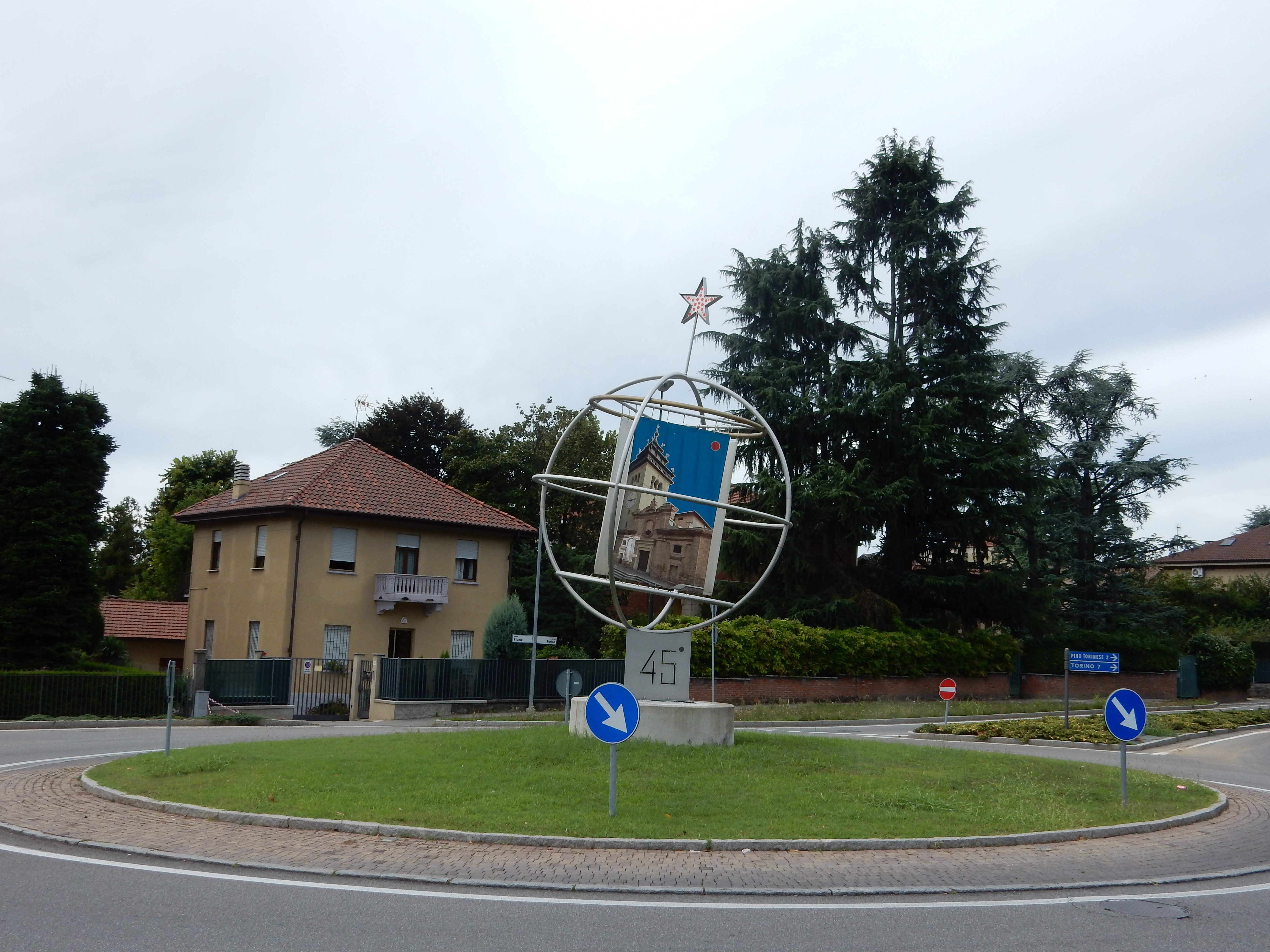
Rotonda celebrante il 45º parallelo

Nel territorio del comune passa il 45º parallelo nord e la particolarità geografica è celebrata da un globo di acciaio su una rotatoria sulla Strada statale 10 Padana Inferiore, all'incrocio tra viale Fiume, Corso Bruno Buozzi e Corso Torino, appena fuori dall'abitato: l'opera è dell'artista chierese Silvio Vigliaturo.